# Stigmatomma pallipes
Stigmatomma pallipes es una especie de hormiga del género Stigmatomma, familia Formicidae. Fue descrita científicamente por Haldeman en 1844.
Se distribuye por Canadá y los Estados Unidos. Se ha encontrado a elevaciones de hasta 2370 metros. Vive en microhábitats como rocas, piedras, la hojarasca, troncos y madera podrida.